# Jatinegara (Binjai Utara)
Jatinegara is een bestuurslaag in het regentschap Binjai van de provincie Noord-Sumatra, Indonesië. Jatinegara telt 3224 inwoners (volkstelling 2010).